# Destilerías y Crianza del Whisky

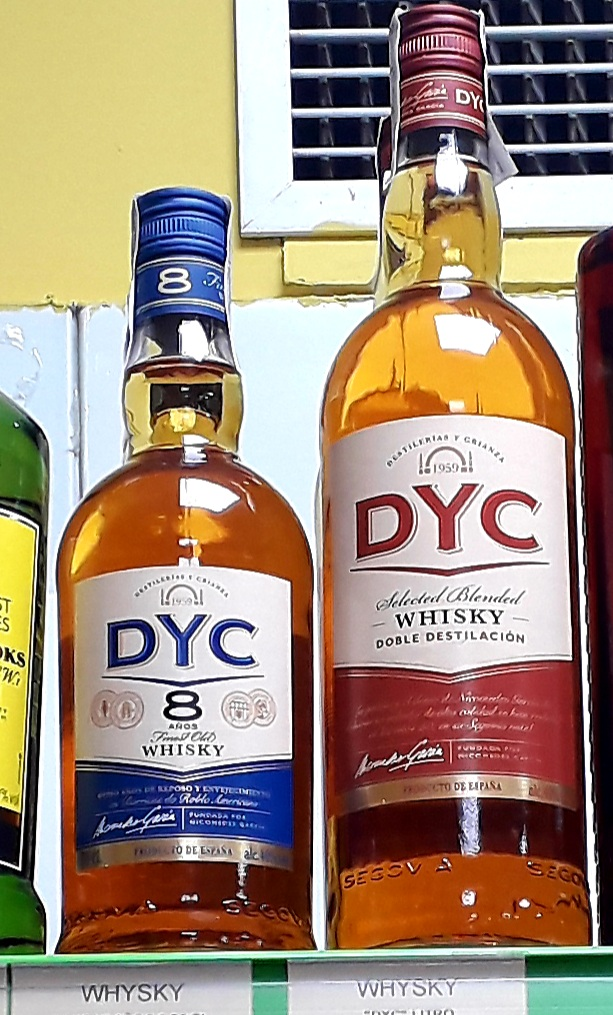
Botellas de DYC

Destilerías y Crianza del Whisky, S. A., o Whisky DYC, es un fabricante español de whisky. La empresa fue fundada en 1959 por Nicomedes García en Palazuelos de Eresma (Segovia).

## Historia
Fue creada por el empresario y los hermanos Puigmal Vidal (Cosme, Francisco y Juan) y Jaime Figueroa y O'Neill en 1958. La sociedad llevó a cabo la construcción de una destilería en Palazuelos de Eresma en Segovia (España) que empezó a operar en febrero de 1959. En marzo de 1963 se empezó a comercializar el Whisky DYC. La producción pasó de un millón de litros anual a veinte millones en los años 80.
Tras el fallecimiento de Nicomedes García en 1989, Allied Domecq adquiere el 100% de DYC en 1992.
En abril de 2005, el grupo francés Pernod Ricard y el americano Fortune Brands (propietario de Beam Global) presentaron una OPA amistosa sobre Allied Domecq y tras repartirse los activos, la destilería DYC se queda en manos de Beam Global. En 2009, Beam Global realiza medidas de reestructuración como el cierre y consolidación de plantas en España, así como la eliminación de turnos de producción y la reducción de empleos de carácter administrativo.
Posteriormente, en enero de 2014, la japonesa Suntory compra Jim Beam propietaria de DYC.
Popularmente en España, debido a su precio menor que el de los whiskies escoceses e irlandeses importados, el whisky DYC ha atraído un público de modestas posibilidades económicas. Una campaña publicitaria de la empresa promovía este producto durante los años 90 como el "whisky para la gente sin complejos".

## Productos
En la destilería se produce exclusivamente Whisky de doble destilación en alambiques de columna. Utiliza el agua del río Eresma que baja directa desde las cumbres de la Sierra de Guadarrama hasta la destilería.
Los whiskys que producen son ligeros debido a la doble destilación, buscando crear un producto más adecuado para hacer sangrías y combinar con bebidas como la Coca Cola o la Fanta de limón/naranja, y hacerlo más fácil de consumir en climas cálidos.
Al no compartir la denominación "Scotch Whisky" la terminología "Blended" se refiere solamente al uso de destilados de diferentes cereales, pero no de diferentes destilerías.  
Los whiskys que produce son:
- DYC, whisky mezclado de malta de cebada y de maíz añejado en barricas de roble americano.
- DYC 5 (descatalogado), mezclado y añejado cinco años en barricas de roble americano.
- DYC 8, mezclado de malta de cebada y de maíz, añejado mínimo ocho años en barricas de roble americano[8]
- DYC Pure Malt, whisky de malta de cebada, añejado en barriles donde previamente añejó Bourbon .
- DYC Single Malt,  whisky de malta de cebada seleccionada exclusivamente de la región, añejado 10 años en barricas donde previamente añejó Bourbon[9]
- DYC 12 Maestros Destiladores, mezclado de malta de cebada y de maíz, añejado mínimo 12 años[10] en barricas de Bourbon, y afinado finalmente por un tiempo en barricas de Jerez.
- DYC 15 Maestros Destiladores, whisky de una sola malta, añejado mínimo 15 años.[11]
- DYC Doble Roble, whisky de una sola malta, añejado mínimo 8 años en dos tipos de barricas distintas.[12]
- DYC 20 Grandes Maestros, whisky de una sola malta y una sola barrica, añejado 20 años en una barrica de roble americano ex-bourbon.[13]